# Счастливский сельский совет (Алёшковский район)
Счастливский сельский совет (укр. Щасливська сільська рада) — входит в состав
Алёшковского района
Херсонской области
Украины.
Административный центр сельского совета находится в 
с. Счастливое
.

## Населённые пункты совета
- с. Счастливое
- с. Марченко
- с. Привольное